# Philippe de Bourgoing
Pour les articles homonymes, voir Bourgoing.
Philippe de Bourgoing est un homme politique français, né le 25 juillet 1921 à Paris et mort le 19 février 2007 à Tracy-sur-Mer (Calvados).

## Biographie
Agriculteur à Tracy-sur-Mer près de Bayeux, il devient sénateur du Calvados pour la première fois le 6 septembre 1970 en remplacement de Jean-Marie Louvel, puis réélu en 1971, 1980 et 1989. Il ne se représente pas en 1998. 
Membre de la commission des lois constitutionnelles, de la législation, du suffrage universel, du règlement et d'administration générale et Président du Groupe des Républicains et Indépendants, il est également conseiller général du Calvados de 1964 à 2001 et son Premier vice-président. En outre, il est maire de sa commune, Tracy-sur-Mer de 1950 à sa mort, en 2007.
Il est membre du comité de bassin Seine-Normandie, suppléant dès 1967 et titulaire de 1970 à 2001, administrateur de l’Agence de l'Eau Seine-Normandie de 1976 à 2001.
Il reçoit la décoration de commandeur de l'Empire Britannique pour son action en tant que président du groupe d'amitié franco-britannique du Sénat.

## Décorations
- Officier de l'ordre national du Mérite (2005)[2]
- Commandeur de l'ordre de l'Empire britannique